# Parviturbo acuticostatus
Parviturbo acuticostatus is een slakkensoort uit de familie van de Skeneidae. De wetenschappelijke naam van de soort werd voor het eerst geldig gepubliceerd in 1864 door Philip Pearsall Carpenter.